# Francesc Estrabau i Jubert
Francesc Estrabau i Jubert, conegut per en Caixa (Palafrugell, 1845 – 1906), propietari i rendista, des de 1883 fins a la seva mort va ser quatre vegades alcalde de Palafrugell, a més de tinent d'alcalde i regidor en diverses ocasions. Tenia la casa pairal al carrer de Cavallers de Palafrugell. Va convertir la seva finca de Port Pelegrí en un establiment que oferia banys de mar, calents o a temperatura ambient, i fins i tot banys d'onatge a la gruta de Sant Roc. Tenia una horta entre l'actual carrer Daró i la Creu Roquinyola, de Palafrugell, on es conserven les restes d'un molí i aqüeducte. Ha donat nom a dos carrers de Calella de Palafrugell: el que porta el seu nom i el de Banys d'en Caixa. També duu el seu nom l'anomenat pont d'en Caixa, que travessa l'Aubi, construït el 1895.